# Get Me Bodied
Singles de Beyoncé Knowles
Beautiful Liar
(2007) Amor Gitano
(2007)
Pistes de B'Day
Déjà Vu Suga Mama
Get Me Bodied est une chanson de la chanteuse américaine de R'n'B Beyoncé Knowles. La chanson est écrite par Beyoncé, Sean Garrett, Solange Knowles, Angela Beyince, Makeba Riddick, et Kasseem "Swizz Beatz" Dean et produite par ce dernier, Beyoncé et Sean Garrett, pour le second album studio en solo de Beyoncé, B'Day. Elle s'est inspiré de sa sœur (la chanteuse Solange) et les anciennes membres des Destiny's Child Kelly Rowland et Michelle Williams durant le processus d'écriture.
Le single sort comme le septième et dernier single de l'album aux États-Unis le 10 juillet 2007. Get Me Bodied prend la 68e position du Billboard Hot 100, devenant le single de l'album le moins bien classé aux États-Unis. La chanson est accueillie positivement par la critique contemporaine. Get Me Bodied est nommé pour le VH1 Soul VIBE Awards Special de la vidéo de l'année. Le clip vidéo qui accompagne le single contient une chorégraphie et des éléments visuels inspirées par le Frug de l'adaptation cinématographique de Bob Fosse de la comédie musicale de Broadway Sweet Charity; et contient également Solange, Rowland et Williams.

## Genèse
Durant des vacances après six mois à avoir tourné Dreamgirls, Beyoncé est en studio pour commencer à travailler sur son deuxième album solo B'Day. Beyoncé révèle: « [Lors le tournage s'est terminé,] j'avais tant de choses embouteillées, tant d'émotions, tant d'idées ». Elle contacte le producteur américain Sean Garrett, qui avait coécrit son single à succès de 2005 Check on It, et lui réserve les Sony Music Studios à New York. Elle appelle également le producteur de hip-hop et rappeur américain Kasseem "Swizz Beatz" Dean qui avait déjà coproduit des chansons pour elle. Outre sa sœur chanteuse Solange Knowles, Beyoncé appelle sa cousine Angela Beyince, qui avait collaboré sur son précédent album Dangerously in Love, et également l'auteur-compositeur Makeba Riddick, qui fait partie de l'équipe de production de B'Day après avoir coécrit le premier single de l'album Déjà Vu.
Beyoncé s'est inspiré de Solange, qui l'a aidée à écrire la chanson, et des anciennes membres des Destiny's Child Kelly Rowland et Michelle Williams. Dans la chanson, elle mentionne « trois meilleures amis » parce qu'elle pensait à eux lors de l'écriture.
Tout en travaillant sur les paroles, Swizz Beatz et d'autres producteurs dans l'équipe ont produit le titre. Get Me Bodied est produit par Swizz Beatz, Beyoncé et Sean Garrett. Elle est l'une des quatre chansons produites par Swizz Beatz pour l'album, avec Upgrade U et Ring the Alarm, qui est produit par le même trio. La chanson est enregistrée dans le même studio.

## Musique et structure
Get Me Bodied est une piste R'n'B et bounce modérée,,. Elle est composée dans la tonalité de Sol mineur et dans une signature rythmique de 4/4. La chanson inclut des applaudissements et des chants de « hey! » et « jump! » en arrière-plan et contient de la gymnastique vocale et un accent du Texas.
Les paroles sont construites dans la traditionnelle forme couplet-refrain. Beyoncé mentionne la date de son anniversaire avec 9-4-8-1. Une voix d'homme chante « hey's » et « jump's » pendant quatre mesure, qui est suivi par le premier couplet. Les paroles sont écrits comme une liste dans laquelle Beyoncé tourne et invite ses amis avant de partir. Il est suivi par le refrain puis par le second couplet. Le refrain qui est répété laisse place au pont. Beyoncé chante le refrain à nouveau, puis termine la chanson avec « hey! ».

## Sortie et réception
Get Me Bodied et Green Light sont prévus pour être sorties comme les deux prochains singles de B'Day, qui suivent le premier single Déjà Vu. Beyoncé visent les marchés internationaux; mais opte pour Ring the Alarm comme second single, qui s'est mal classé. Au lieu de cela, Get Me Bodied est sorti après Beautiful Liar de l'édition deluxe de l'album de 2007. Un CD single deux pistes est sorti le 10 juillet 2007 aux États-Unis et contient la version radio et le mix prolongé de la chanson. Un ringle Get Me Bodied est sorti le 23 octobre 2007.
Get Me Bodied est applaudie par la critique. Chris Richards du The Washington Post réfère la piste à un « affamé de club qui vient » avec une « mélodie habile ». Il déclare également que la piste « squelettique » « tient Beyoncé attachée au sol. ». Jody Rosen de Entertainment Weekly commente que « Un home-cinéma insignifiant peut difficilement saisir la grandeur étourdissante de Get Me Bodied, qui met les harmonies de Beyoncé sur une piste plein de coups supervisée par le producteur de rap Swiss Beatz. ». Tim Finney de Pitchfork appelle la piste une « confiture avec des percussive et Diwaliesque. ». US Weekly décrit Get Me Bodied comme un « numéro de danse élégant » et Bill Lamb de About.com l'appelle une « piste de fête. ». Spence D. de IGN complimente Swizz Beatz pour avoir « lancé un rythme étrange et cliquant sur la piste qui est augmentée par les « ayes » et les « yos. » ». Il est également impressionné par Beyoncé, indiquant que même si sa « voix croustillante semble en contradiction avec les rythmes titubants et turgescents », quand elle est mutée et chauvauchée sur le refrain ça semble « purement hypnotique. ». Mike Joseph de Popmatters n'est pas impressionné par la chanson qu'il qualifie de « production clairsémée ». Sasha Frere-Jones de The New Yorker note que la chanson sonne comme « anxieuse ».
Get Me Bodied est nommé aux VH1 Soul Vibe Awards 2007 pour la vidéo soul VH1 de l'année. About.com liste la chanson comme une des meilleures pistes de B'Day.
Le single se classe mal dans les classements américains. Avant la sortie du single, il débute dans le Billboard Hot 100 le 26 mai 2007 à la 98e place avec Beautiful Liar et Irreplaceable également classés. Le 4 août 2007, Get Me Bodied prend la 68e position, et reste 18 semaines dans le Hot 100. Get Me Bodied atteint également la 10e place du Billboard Hot R&B/Hip-Hop Songs et la 88e position du Pop 100,.

## Clip vidéo
Get Me Bodied est une des vidéos tournées pendant les deux semaines de tournage du B'Day Anthology Video Album. Le clip video est conceptualisé par Beyoncé et coréalisé par Anthony Mandler. La version utilisé dans la vidéo est le remix prolongé de l'édition deluxe de B'Day. Le tournage a duré deux jours et est chorégraphiée par Rhapsody, Todd Sams, Clifford McGhee et Bethany Strong,. Pour le tournage, Beyoncé demande aux anciennes membres des Destiny's Child Kelly Rowland, Michelle Williams, et à sa sœur Solange d'apparaître à côté d'elle dans la vidéo. Beyoncé dit que cela « donne le ton de la vidéo ».
La mère de Beyoncé et styliste, Tina Knowles, crée plus de soixante costumes pour Beyoncé et ses cinquante figurants présents dans la vidéo. La vidéo avec des danses orientées « éducatifs » sont inspirés par les chorégraphies des années 1960. Beyoncé cite ses influences du légendaire chorégraphe et réalisateur de Broadway Bob Fosse, du mouvement du sud et jamaïcain et du Frug de la comédie musicale Sweet Charity. Elle dit, « Il vous dit comment faire toutes les danses — c'est moderne, c'est rétro, c'est vintage, c'est stylisé, c'est toutes ces choses mises ensemble. ». L'histoire est créée à partir de souvenirs d'une fête élégante du Jazz Age qui sont suivies avec des séquences de danse.
Une autre version de la vidéo est produite pour le remix de Timbaland avec Voltio. Même si  Voltio ne figure pas dans la vidéo mais à la place des scènes de la vidéo originale sont utilisées durant ses parties. La version rééditée est postée sur le MTV Overdrive le 26 juillet 2007 et il est disponible sur iTunes. La vidéo est également disponible sur le DVD pour Irreemplazable.

## Liste des pistes et formats
- CD single

1. Get Me Bodied (Version Radio) : 4:00
2. Get Me Bodied (Mix Prolongée) : 6:18

- CD Maxi Single

1. Get Me Bodied (Mix Prolongée) : 6:21
2. Get Me Bodied (Remix Timbaland avec Voltio) : 6:17
3. Get Me Bodied (Remix Timbaland avec Fabolous) : 4:50

## Classement
| Classement (2007)              | Meilleure position |
| ------------------------------ | ------------------ |
| Canada (Hot 100)               | 42                 |
| États-Unis (Hot 100)           | 68                 |
| États-Unis (R&B/Hip-Hop Songs) | 10                 |
| États-Unis (Pop Airplay)       | 89                 |